# Pino Masciari
Pino Masciari, all'anagrafe Giuseppe Masciari (Catanzaro, 5 febbraio 1959), è un imprenditore italiano, testimone di giustizia.

## Biografia
Masciari iniziò a lavorare nell'impresa edile del padre rilevandola poi nel 1988, alla morte di quest'ultimo. Una delle due imprese in suo possesso, la "Masciari Costruzioni", operava nel campo degli appalti pubblici, case popolari, impianti sportivi, scuole, strade, restauri di centri storici, ecc. L'altra impresa, ereditata da suo padre, in cui Masciari svolgeva il ruolo di amministratore, si occupava del settore privato, quindi costruzione di abitazioni civile destinate alla vendita.
Fu suo padre per primo a rivolgersi alle Forze dell'Ordine per riferire le pressioni e le estorsioni che la 'ndrangheta esercitava sulle loro imprese e, di conseguenza, del pericolo a cui era sottoposta la famiglia Masciari. Tuttavia le risposte furono un invito a prestare attenzione prima di esporsi troppo, poiché la denuncia comporta un rischio per la vita. Nel 1988, alla morte del padre, Pino Masciari si trovò da solo con nove fratelli e per proseguire i suoi lavori egli dovette cedere alle estorsioni, ossia alla corresponsione del 3% ai mafiosi e del 6% alla parte collusa con la politica, nonché a numerose imposizioni delle cosche fra cui le assunzioni pilotate, le forniture di materiali e di manodopera, regali di appartamenti ecc. ed all'elargizione di denaro e di lavori pubblici pretesi dai politici.
Due anni dopo, nel 1990, Masciari si ribellò alle pretese dei politici e vedendo così le prime ripercussioni sulle sue aziende e ostruzionismi di varia natura, che misero l'azienda in difficoltà. Nel 1992 Pino Masciari si ribella anche alla 'ndrangheta, subendo gravi ripercussioni in ambito lavorativo e familiare, cominciando ad essere oggetto di furti, incendi, danneggiamenti e minacce. Alcuni malavitosi avvicinarono uno dei suoi fratelli e gli spararono alle gambe.
Pino, che nel frattempo aveva subito numerose perdite economiche, fu costretto da malavitosi a non costituirsi parte civile. Contemporaneamente le banche gli consigliavano di rivolgersi agli usurai per ottenere quella liquidità che gli veniva meno dai mancati pagamenti dei lavori, già realizzati, per i quali egli investiva le proprie risorse.
Nel 1994 Pino licenzia tutti i suoi operai e a novembre dello stesso anno inizia raccontare ai carabinieri i problemi che stava attraversando. La Direzione Distrettuale Antimafia di Catanzaro, considerato il pericolo grave e imminente a cui Pino e la sua famiglia erano sottoposti, prospettarono l'assoluta necessità di entrare sotto tutela del Servizio Centrale di Protezione. Inizia così la sua collaborazione con la giustizia. Grazie alle sue denunce vengono arrestati e condannati decine di capi e gregari di importanti famiglie ndranghetiste come i Vallelunga di Serra San Bruno, i Sia di Soverato, gli Arena di Isola Capo Rizzuto, Trapasso Archiviato il 6 novembre 2021 in Internet Archive. - Scerbo Archiviato il 6 novembre 2021 in Internet Archive. di San Leonardo di Cutro e Cutro, i Mazzaferro, nonché politici e amministratori.
Nell'ottobre dell'anno 1996 la ditta "Masciari Costruzioni" viene dichiarata fallita. Il 18 ottobre 1997 Masciari e la sua famiglia vengono sottoposti al programma di protezione previsto per i testimoni. Pino Masciari con la sua famiglia vive da anni in località protetta, senza alcuna speciale protezione e nessun cambiamento d'identità, senza alcuna possibilità di lavoro né per lui né per sua moglie.
Il 31 marzo 2008 viene diffuso un comunicato stampa. A seguito di questo comunicato stampa molti giovani e associazioni si mobilitano al fine di sostenere la famiglia Masciari.
A Pino Masciari è stata conferita la cittadinanza onoraria a Torino il 10 novembre 2008, Ivrea il 24 novembre 2008, San Sperate (CA) il 24 settembre 2009, Nichelino il 13 aprile 2010 e Empoli il 22 maggio 2010.
Il 21 maggio 2012 il comune di Bologna gli conferisce la cittadinanza onoraria per il suo impegno nella lotta alle mafie.
Nel 2013 il Consiglio Comunale di Gioia del Colle ha conferito la cittadinanza onoraria a Pino Masciari. Il riconoscimento è motivato - si legge in una nota dell'Ufficio Stampa del Comune - “per il suo coraggio civico e lo strenuo impegno profuso nella lotta contro la criminalità organizzata: un’esortazione alla legalità per tutti i cittadini, in particolare per le nuove generazioni, perché in un «futuro possibile» tutte le mafie possano essere definitivamente sconfitte”.

### Impegno politico
Durante la campagna elettorale a maggio 2014 per rinnovare la giunta comunale di Leinì (comune in provincia di Torino commissariato dal 2012 per infiltrazioni della 'ndrangheta calabrese), Pino Masciari è stato proposto per il ruolo di assessore ai lavori pubblici dalla lista del Movimento 5 Stelle con candidata sindaco Silvia Cossu. Il nuovo Consiglio comunale di Leinì, ora governato dalla giunta guidata da Gabriella Leone, ha poi a dicembre dello stesso anno conferito a Masciari la cittadinanza onoraria.
E sempre nella campagna elettorale del maggio 2014 (ballottaggio) per rinnovare la giunta comunale di Piossasco, Pino Masciari è stato proposto per il ruolo di assessore ai lavori pubblici dalla lista del Movimento 5 Stelle.
Alle elezioni politiche del 2018 è candidato al Senato della Repubblica nel collegio uninominale di Settimo Torinese per il Movimento 5 Stelle, ma non viene eletto, in quanto sconfitto dalla candidata di centro-destra Maria Virginia Tiraboschi.
Tre anni dopo aderisce a NOI - Nuovi Orizzonti per l'Italia.

### Impegno sociale
Dal febbraio 2016 è socio fondatore benemerito dell'Associazione Legalità Organizzata, con la quale è impegnato in progetti di divulgazione della cultura della legalità nelle scuole e tra i giovani.
Nel maggio 2018 ha organizzato e partecipato al "No 'Ndrangheta Tour" visitando, con altri attivisti della Associazione Legalità Organizzata, i principali comuni calabresi sciolti per infiltrazione criminale.